# Gustav Armin Svojsík
Gustav Armin Svojsík (6. října 1879 Dvůr Králové nad Labem – 15. dubna 1940 Praha-Podolí) byl český operní pěvec, barytonista, a hudební pedagog.

## Život
Narodil se ve Dvoře Králové nad Labem v rodině tajemníka okresního soudu Antonína Svojsíka a jeho ženy Aloisie Ludmily, rozené Havlíkové. Gustav byl nejmladší, měl 3 starší bratry, Aloise (1875), Antonína (1876) a Františka (1878). Kolem roku 1877 se rodina přestěhovala ze Smíchova do Dvora Králové, kde bydleli v Kostelní ulici (dnes Palackého) č. 93. Za tři roky hlava rodiny Antonín Svojsík podlehl zápalu plic a vdova se čtyřmi syny se přesunula do Prahy.
Od mládí rád a dobře zpíval, v Praze absolvoval všeobecná studia a dál pokračoval v odborném školení u učitele zpěvu Moritze Wallersteina. V následující kariéře působil v letech 1906–1914 jako hrdinný baryton v městských divadlech v Trevíru, Koblenzi, Brémách a v Kolíně nad Rýnem pod pseudonymem Gustav Armin.
První světová válka přerušila jeho působení na tehdejších evropských scénách a této situace Gustav Svojsík využil k návratu do Prahy. Vystupoval v Národním divadle i na jiných českých jevištích a uplatnil se také jako koncertní pěvec. V roce 1922 si v Praze založil koncertní jednatelství, zastupoval např. E. Destinnovou, J. Kubelíka, R. Firkušného a vedl administrativu I. pražského festivalu Mezinárodní společnosti pro soudobou hudbu aj. Jednatelství vedl až do své smrti. V roce 1929 si zahrál svatého Metoděje ve svém jediném filmu Svatý Václav.
Manželkou Gustava Armina Svojsíka byla Anna Svojsíková, harfenistka v Národním divadle, která pocházela z Dobřichovic. Měli spolu dceru Dagmaru a syna Gustava ml.
Gustav Armin Svojsík zemřel Praze 15. dubna roku 1940 a pohřben byl v rodinném hrobě na Vyšehradě.
Syn Gustava Armina, Gustav Svojsík ml., zaměstnanec Strojexportu, podle oficiálního šetření zavraždil 3. srpna 1969 v Dobřichovicích svou matku Annu Svojsíkovou, manželku Zuzanu a obě vlastní děti, Richarda a Danu. Dům, ve kterém rodina žila, zapálil a potom spáchal sebevraždu. Vyšetřovací spis se však nedochoval a otevřel tak prostor pro různé spekulace o pozadí a motivech masové vraždy.

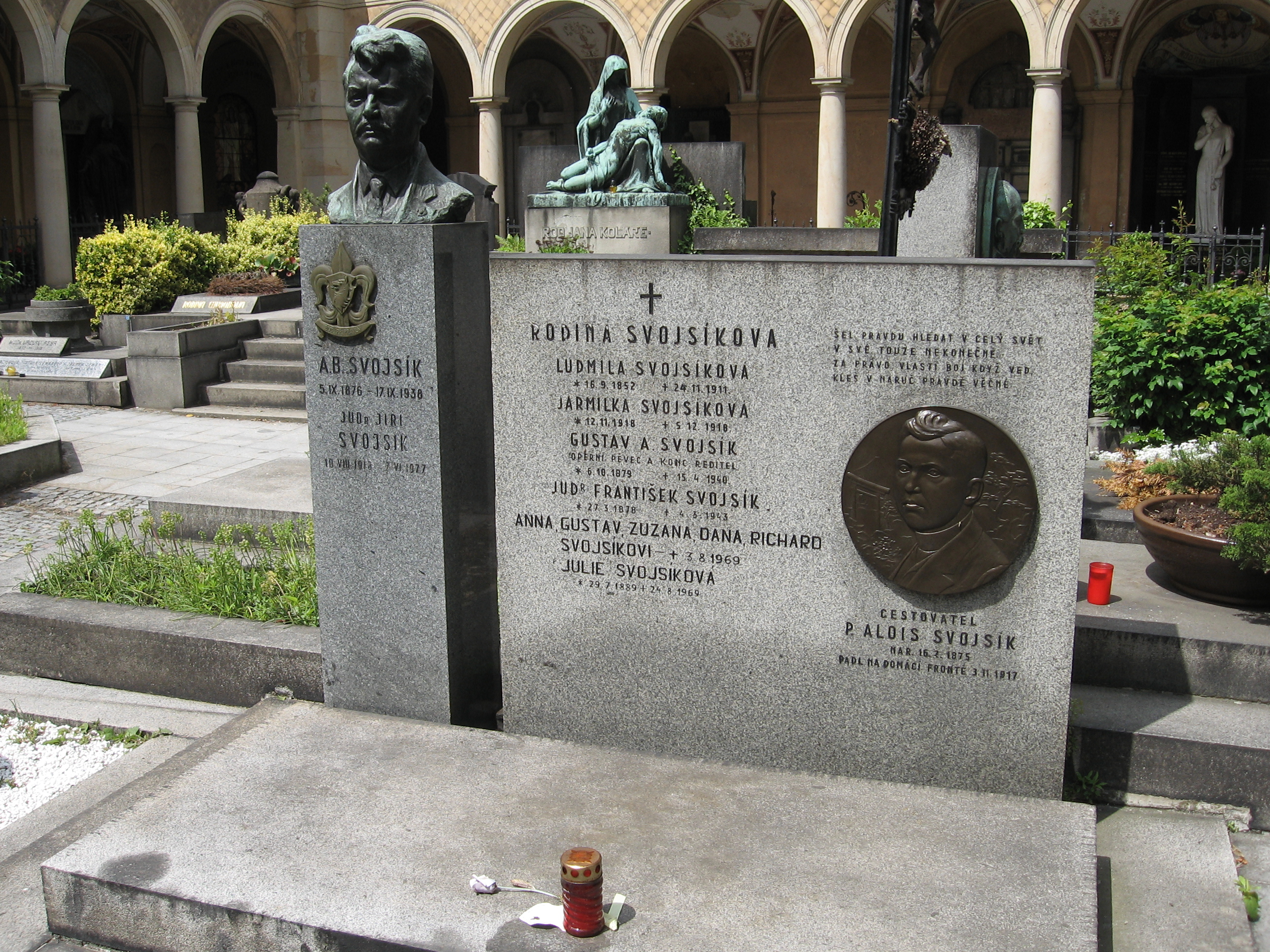
Hrobka rodiny Svojsíkovy na Vyšehradském hřbitově

Pravděpodobně byla rodina brutálně zavražděna, svědkové viděli u hořícího domu cizího člověka, který po svědcích střílel a pak uprchl.

## Přehled rolí v Národním divadle
- Escamillo – v opeře Carmen od Georgese Bizeta
- Amonasro – v opeře Aida od Giuseppe Verdiho
- Kalina – v opeře Tajemství od Bedřicha Smetany
- Amfortas – v opeře Parsifal od Richarda Wagnera
- Přemysl ze Stadic – v opeře Libuše od Bedřicha Smetany
- Wotan – v opeře Zlato Rýna od Richarda Wagnera
- Wotan – v opeře Valkýra od Richarda Wagnera
- Lothario – v opeře Mignon od Ambroise Thomase
- Marcell – v opeře Bohéma od Giacoma Pucciniho

## Filmografie
- 1915 Jarní dny pražských junáků – skautů v Klamovce[6]
- 1929/30 Svatý Václav role: svatý Metoděj